# آوای درون
«آوای درون» تک‌آهنگی از هنرمند اهل ایالات متحده آمریکا کریستینا آگیلرا است.
این تک‌آهنگ در چارت‌های استرالیا، بریتانیا، دانمارک، اتریش، ایرلند، سوئیس، جزو ده ترانه اول قرار گرفت.